# Эммануэль 5
«Эммануэль 5» (фр. Emmanuelle 5) — кинофильм. Экранизация произведения, автор которого — Эммануэль Арсан.

## Сюжет
На Каннском фестивале Эммануэль знакомится с восточным принцем Рашидом, он приглашает её на свой остров на Карибских островах. Но Эммануэль оказывается пленницей в его гареме. На помощь Эммануэль приходит её возлюбленный — мультимиллионер Чарльз Фостер.

## В ролях
- Моник Габриэль — Эммануэль
- Крофтон Хардестер (Crofton Hardester) — Эрик
- Дана Бурнс Вестбург (Dana Burns Westburg) — Чарльз Фостер
- Брайан Шэйн (Bryan Shane) —
- Ясин Хан (Yaseen Khan) — Рашид
- Юлия Миклас (Julie Miklas) — Линда
- Памм Властас (Pamm Vlastas) — Суви
- Макс Стром (Max Strom) — Солдат
- Хайди Пейн (Heidi Paine) — Девушка № 1
- Роксана Майклс (Roxanna Michaels) — Девушка № 2
- Мишель Бюргер (Michele Burger) — Девушка № 3
- Изабель Страва (Isabelle Strawa) —